# Robert Rozjdestvenski

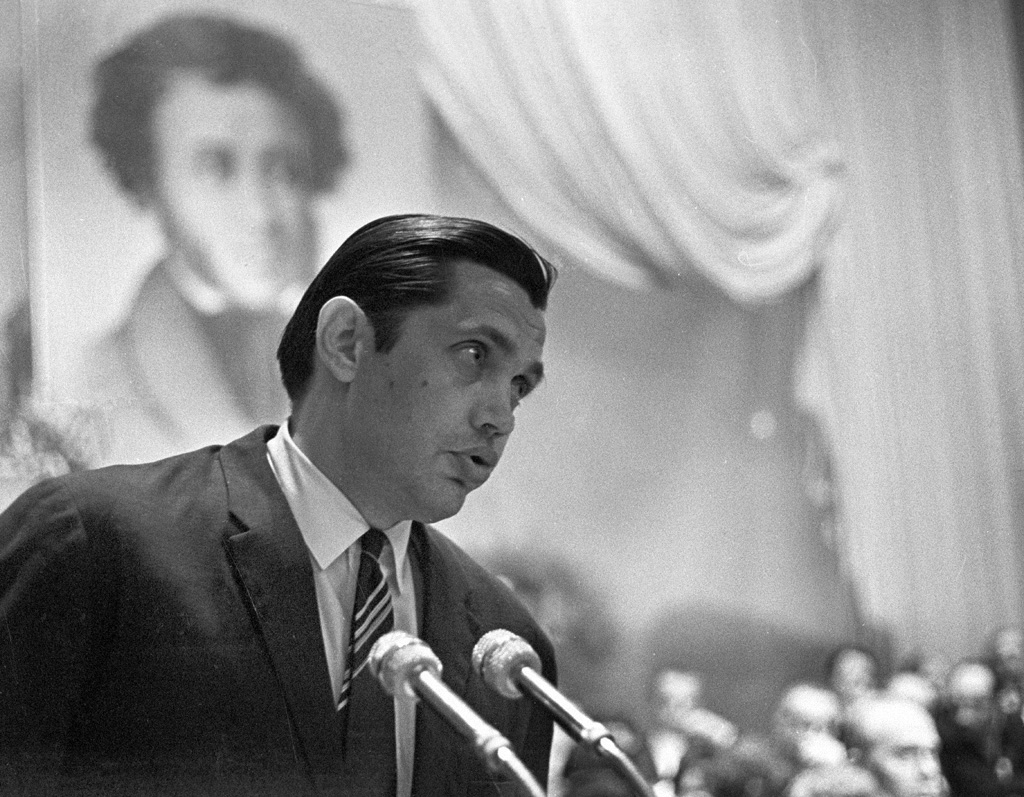
Rozjdestvenski tijdens een Poesjkin-herdenking

Robert Ivanovitsj Rozjdestvenski (Russisch: Роберт Иванович Рождественский) (kraj Altaj, 20 juni 1932 - Peredelkino bij Moskou, 19 augustus 1994) was een Russisch schrijver en dichter.

## Leven en werk
Rozjdestvenski werd geboren als zoon van een officier en groeide op in Omsk. In 1941 sneuvelde zijn vader tijdens de Tweede Wereldoorlog. Toen kort daarna ook zijn moeder als arts aan het front overleed, belandde hij in een weeshuis.
Al tijdens zijn schooltijd begon Rozjdestvenski met het schrijven van gedichten en in 1950 publiceerde hij zijn eerste bundel. Van 1951 tot 1956 studeerde hij vervolgens literatuurwetenschappen aan het Maksim Gorki-instituut te Moskou. 
Gedurende de 'dooi', na 1956, sloot Rozjdestvenski zich aan bij een groep schrijvers die braken met het socialistisch realisme, samen met Jevgeni Jevtoesjenko, Bella Achmadoelina en Andrej Voznesenski. Bekendheid verwierf hij in 1961 met zijn epos in verzen Requiem (voor de gesneuvelden in de Tweede Wereldoorlog), maar ook omdat hij veelvuldig voordrachten van zijn gedichten hield op universiteiten en hogescholen. Rozjdestvenski schreef veel publicistische, pathetische lyriek, die soms doet denken aan de late  Majakovski. Na de 'dooi'-periode, vanaf het midden van de jaren zestig, bezong hij de idealen van het communisme en in ironische verzen schreef hij over zijn reizen naar het buitenland.
In 1979 ontving Rozjdestvenski de Staatsprijs van de Sovjet-Unie. Vanaf 1986 zette hij zich actief in voor de democratische ontwikkeling in de Sovjet-Unie en ondersteunde hij de glasnost en de perestrojka.

## Werken (selectie)
- Flarden van lente (Флаги весны), 1955
- Requiem, 1961
- Aan mijn tijdgenoot (Ровеснику), 1962
- Toewijding (Посвящение), 1970
- In twintig jaar (За двадцать лет), 1973
- Insomnia (Бессонница), 1991
- Aljosjka's gedachten (Алёшкины мысли), kindergedichten, 1991
- Laatste gedichten van Robert Rozjdestvenski postuum gepubliceerd door zijn dochter Xenia.